# Dasychira taiwana
Dasychira taiwana är en fjärilsart som beskrevs av Alfred Ernest Wileman 1910. Dasychira taiwana ingår i släktet Dasychira och familjen tofsspinnare. Inga underarter finns listade i Catalogue of Life.